# Juliane Koepcke
Juliane Margaret Beate Koepcke (Lima, 10 ottobre 1954) è una bibliotecaria, biologa, scrittrice e zoologa tedesca, nota anche con il nome da sposata Juliane Diller.
È l'unica superstite dell'incidente aereo volo LANSA 508 (compagnia peruviana chiusa nel 1972), volo precipitato a causa di una tempesta meteorologica. Juliane che all'epoca aveva 17 anni, sopravvisse per 11 giorni nella giungla con fratture, accavallamenti delle ossa, ferite profonde ed una commozione cerebrale. Venne ritrovata da alcuni pescatori locali che la salvarono.

## Biografia
Dopo l'incidente Juliane Koepcke si è trasferita in Germania, dove si è completamente ripresa dalle ferite riportate. Ha studiato biologia all'Università di Kiel e si è laureata nel 1980 e conseguito un dottorato presso l'Università Ludwig Maximilian di Monaco. Successivamente è tornata in Perù per condurre ricerche sui mammiferi, specializzandosi in pipistrelli.
Juliane Koepcke pubblicò la sua tesi, Studio ecologico di una colonia di pipistrelli nella foresta pluviale tropicale del Perù, nel 1987. Nel 1989 la Koepcke sposò Erich Diller, un entomologo specializzato in vespe parassite. Scrisse il libro autobiografico: When I fell from the sky e fu premiata con il Corine Literature Prize nel 2011. Nel 2019 il governo del Perù le ha conferito l'Ordine al merito con il grado di Grande Ufficiale.

## Nella cultura di massa
L'esperienza di Juliane Koepcke è stata oggetto di un lungometraggio e di un documentario. Il primo è stato nel 1974 I miracoli accadono ancora (Miracles Still Happen) del regista italiano Giuseppe Maria Scotese, in cui il ruolo della biologa fu interpretato dall'attrice britannica Susan Penhaligon.
Nel 1999 dalla sua autobiografia il regista Werner Herzog realizzò un documentario intitolato Le ali della speranza (Wings of Hope).